# 桜木町 (名古屋市)
桜木町（さくらぎちょう）は、愛知県名古屋市西区の地名。

## 歴史

### 沿革
- 1917年（大正6年）9月15日 - 西区菊井町・南押切の各一部により、同区桜木町が成立[3]。
- 1941年（昭和16年）10月14日 - 一部が西区菊ノ尾通に編入される[4]。
- 1981年（昭和56年）
  - 4月29日 - 一部が西区則武新町二丁目に編入される[3]。
  - 8月23日 - 西区則武新町二丁目・則武新町三丁目・押切一丁目・菊井一丁目にそれぞれ編入され消滅[3]。